# Йохан I (Пфалц-Цвайбрюкен)
Йохан I фон Пфалц-Цвайбрюкен (на немски: Johann I von Pfalz-Zweibrücken; * 8 май 1550, Майзенхайм; † 12 август 1604, Гермерсхайм) е от 1569 до смъртта си пфалцграф и херцог на Пфалц-Цвайбрюкен. Той основава по-младата линия Цвайбрюкен на род Вителсбахи и пише генеалогия на фамилията си и на съпругата си Магдалена фон Юлих-Клеве-Берг.

## Живот
Той е вторият син на пфалцграф и херцог Волфганг фон Цвайбрюкен (1526 – 1569) и съпругата му принцеса Анна фон Хесен (1529 – 1591), дъщеря на ландграф Филип I фон Хесен.
След смъртта на баща му надзорът над Йохан и неговите братя и сестри поема чичо му ландграф Вилхелм IV от Хесен-Касел, братът на майка му Анна. Братята разделят страната. Най-големият му брат Филип Лудвиг (1547 – 1614) получава Пфалц-Нойбург. Йохан I получава финансово задълженото Херцогство Пфалц-Цвайбрюкен, останалите му братя Ото Хайнрих (1556 – 1604) – Пфалц-Зулцбах, Фридрих (1557 – 1597) – Пфалц-Цвайбрюкен-Фоенщраус-Паркщайн, и Карл I (1560 – 1600) – Пфалц-Цвайбрюкен-Биркенфелд.
Йохан I се жени през 1579 г. в Бергцаберн за Магдалена (1553 – 1633), третата дъщеря на херцог Вилхелм фон Юлих-Клеве-Берг и втората му съпруга ерцхерцогиня Мария фон Хабсбург (1531 – 1581), дъщеря на император Фердинанд I (1503 – 1564), племенница на император Карл V (1500 – 1558).
Йохан е куц. Той въвежда през 1592 г. в херцогството си общото задължително ходене на училище. От 1593 г. той заселва хугеноти в Анвайлер.
Йохан се скарва по религиозни въпроси с брат си Филип Лудвиг и се сближава с курфюрста на Пфалц Фридрих IV, който го определя в завещанието си за регент. 
Умира на 54-годишна възраст. Гробът му в църквата Св. Александър в Цвайбрюкен е разрушен през Втората световна война.

## Деца
Йохан I и Магдалена имат децата:
- Лудвиг Вилхелм (1580 – 1581)
- Мария Елизабет (1581 – 1637), ∞ 1601 пфалцграф Георг Густав фон Пфалц-Велденц (1564 – 1634)
- Анна Магдалена (*/† 1583)
- Йохан II (1584 – 1635), пфалцграф на Цвайбрюкен
- Фридрих Казимир (1585 – 1645), пфалцграф на Цвайбрюкен-Ландсберг
- Елизабет Доротея (1586 – 1593)
- син (*/† 1588)
- Йохан Казимир (1589 – 1652), пфалцграф на Цвайбрюкен-Клеебург, баща на крал Карл Х Густав от Швеция
- дъщеря (*/† 1590)
- Амалия Якобея Хенриета (1592 – 1655), ∞ 1638 граф Якоб Франц фон Пестакалда († 1645)
- син (*/† 1593)